# (499514) 2010 OO127
(499514) 2010 OO127, também escrito como (499514) 2010 OO127, é um objeto transnetuniano que está localizado no Cinturão de Kuiper, uma região do Sistema Solar. Este corpo celeste classificado como provável um cubewano. Ele possui uma magnitude absoluta de 4,6 e tem um diâmetro estimado em torno de 529 km. O astrônomo Mike Brown lista este objeto em sua página na internet como um candidato a possível planeta anão.

## Descoberta
(499514) 2010 OO127 foi descoberto no dia 31 de julho de 2010 pelo Pan-STARRS 1.

## Órbita
A órbita de (499514) 2010 OO127 tem uma excentricidade de 0,132 e possui um semieixo maior de 42,081 UA. O seu periélio leva o mesmo a uma distância de 36,535 UA em relação ao Sol e seu afélio a 47,627 UA.